# Olympische Sommerspiele 2012/Leichtathletik – 800 m (Männer)

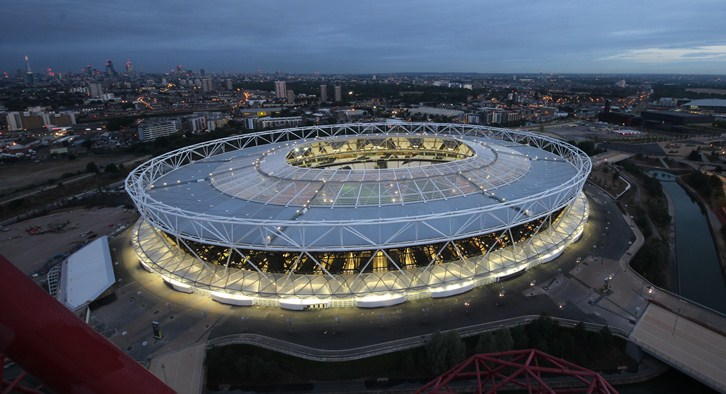
Das Olympiastadion von London im Jahr 2015

Der 800-Meter-Lauf der Männer bei den Olympischen Spielen 2012 in London wurde am 6., 7. und 9. August 2012 im Olympiastadion London ausgetragen. 55 Athleten nahmen teil.
Olympiasieger wurde der Kenianer David Lekuta Rudisha, der in neuer Weltrekordzeit vor Nijel Amos aus Botswana gewann. Die Bronzemedaille errang der Kenianer Timothy Kitum.
Für Deutschland startete Sören Ludolph, der in der Vorrunde ausschied.
Athleten aus der Schweiz, Österreich und Liechtenstein nahmen nicht teil.

## Aktuelle Titelträger

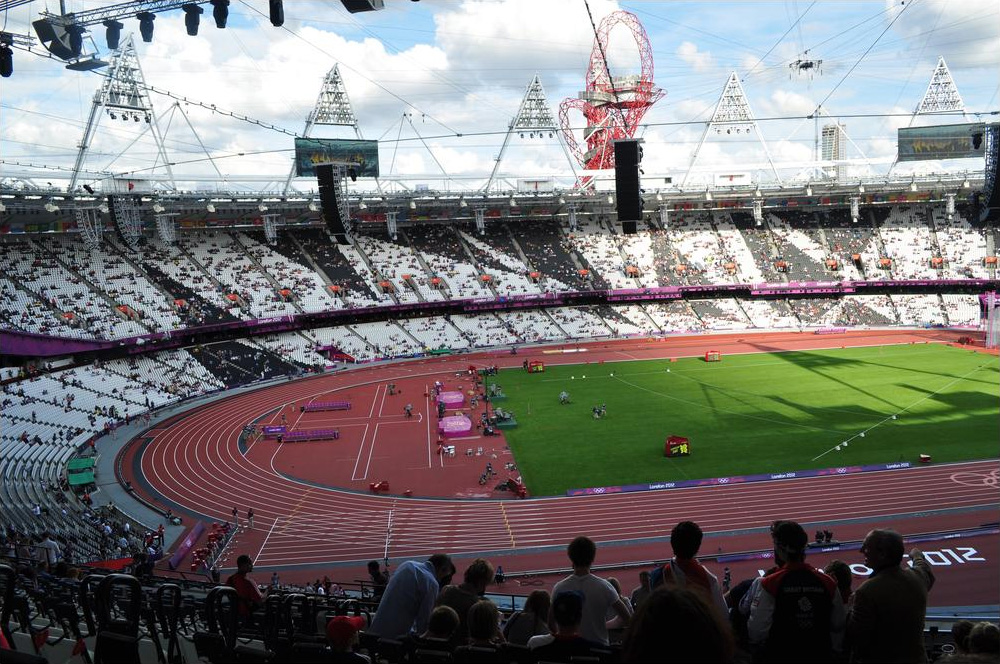
Das Londoner Olympiastadion während der Spiele 2012

| Olympiasieger                      | Wilfred Bungei ( Kenia)       | 1:44,65 min | Peking 2008       |
| Weltmeister                        | David Lekuta Rudisha ( Kenia) | 1:43,91 min | Daegu 2011        |
| Europameister                      | Juri Borsakowski ( Russland)  | 1:48,61 min | Helsinki 2012     |
| Zentralamerika und Karibik-Meister | Andy González ( Kuba)         | 1:48,15 min | Mayagüez 2011     |
| Südamerika-Meister                 | Rafith Rodríguez ( Kolumbien) | 1:51,38 min | Buenos Aires 2011 |
| Asienmeister                       | Mohammad al-Azemi ( Kuwait)   | 1:46,14 min | Kōbe 2011         |
| Afrikameister                      | Taoufik Makhloufi ( Algerien) | 1:43,88 min | Porto-Novo 2012   |
| Ozeanienmeister                    | Adrien Kela ( Neukaledonien)  | 1:55,82 min | Cairns 2012       |

## Rekorde

### Bestehende Rekorde
| Weltrekord         | David Lekuta Rudisha ( Kenia) | 1:41,01 min | Rieti, Italien         | 29. August 2010 |
| Olympischer Rekord | Vebjørn Rodal ( Norwegen)     | 1:42,58 min | Finale OS Atlanta, USA | 31. Juli 1996   |

### Rekordverbesserungen
Im Finale am 9. August verbesserte der kenianische Olympiasieger David Lekuta Rudisha den bestehenden olympischen Rekord um 1,67 auf 1:40,91 min. Damit steigerte er gleichzeitig seinen eigenen Weltrekord um genau eine Zehntelsekunde.
Darüber hinaus wurden zwei neue Landesrekorde aufgestellt, beide ebenfalls im Finale am 9. August:
- 1:41,73 min – Nijel Amos (Botswana)
- 1:43,20 min – Mohammed Aman (Äthiopien)

Anmerkung:
Alle Zeiten in diesem Beitrag sind nach Ortszeit London (UTC±0) angegeben.

## Doping
Der im Vorlauf ausgeschiedene Belarusse Anis Ananenka wurde bei nachträglichen Analysen der Dopingproben von diesen Spielen positiv auf die verbotene Substanz Dehydrochlormethyltestosteron getestet. Sein hier erzieltes Resultat wurde annulliert.

## Qualifikationsgrundlagen
Jedes NOK konnte bis zu drei Athleten nominieren, die die von der IAAF festgesetzte Qualifikationszeit von 1:45,60 Minuten (A-Standard) bei einer während der Qualifikationszeit abgehaltenen Wettkampf liefen. Sollte kein Athlet eines NOKs den A-Standard schaffen, konnte das betreffende NOK einen Athleten nominieren, der den B-Standard von 1:46,30 Minuten erreicht hatte. Unbeachtet der gelaufenen Zeiten konnten die NOKs, deren Athleten weder den A- noch den B-Standard erfüllt hatten, einen Sportler nominieren.

## Vorläufe
Es wurden sieben Vorläufe durchgeführt. Für das Halbfinale qualifizierten sich pro Lauf die ersten drei Athleten (hellblau unterlegt). Darüber hinaus kamen die drei Zeitschnellsten, die sogenannten Lucky Loser (hellgrün unterlegt), weiter.
Marcin Lewandowski qualifizierte sich in Lauf eins per Schiedsrichterentscheid nachträglich für die nächste Runde, nachdem er durch einen Rempler von Muhamed Al-Azemi, der dafür disqualifiziert wurde, ins Stolpern geraten war.
In Lauf fünf gab der Algerier Taoufik Makhloufi sein Rennen bereits nach 150 Metern vorzeitig auf, woraufhin er von der IAAF für den Rest der Spiele disqualifiziert wurde. Als Begründung wurde angeführt, Makhloufi habe keine Anstrengung unternommen, das Rennen angemessen durchzuführen. Der Athlet legte daraufhin ein ärztliches Attest vor, das ihm Kniebeschwerden bescheinigte. Die Disqualifikation wurde infolgedessen aufgehoben und Makhloufi konnte den 1500-Meter-Lauf bestreiten, in dem er das Finale erreichte.
Mit 1:45,51 min lief der Sudanese Abubaker Kaki in Lauf drei die schnellste Zeit aller Vorläufe. Die langsamste Zeit für das Erreichen des Halbfinals betrug 1:48,27 min durch den Spanier Kevin López in Lauf fünf.

### Vorlauf 1

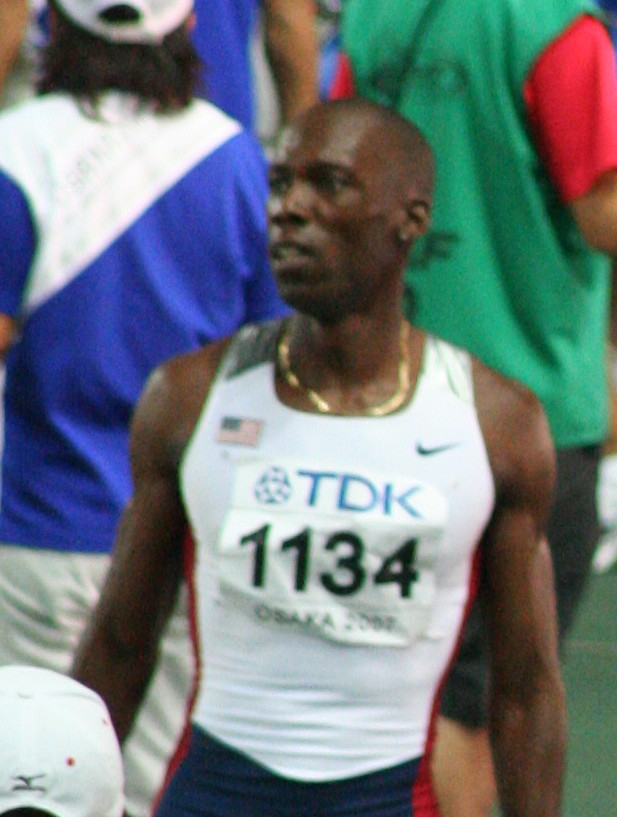
Khadevis Robinson – ausgeschieden als Vierter des ersten Vorlaufs

6. August 2012, 10:50 Uhr
| Platz | Name               | Nation    | Zeit (min) | Anmerkung                                                         |
| ----- | ------------------ | --------- | ---------- | ----------------------------------------------------------------- |
| 1     | Nijel Amos         | Botswana  | 1:45,90    |                                                                   |
| 2     | Fabiano Pecanha    | Brasilien | 1:46,29    |                                                                   |
| 3     | Luis Alberto Marco | Spanien   | 1:46,86    |                                                                   |
| 4     | Khadevis Robinson  | USA       | 1:47,17    |                                                                   |
| 5     | Marcin Lewandowski | Polen     | 1:47,64    | qualifiziert mittels Kampfrichterentscheid nach einer Behinderung |
| 6     | Iwan Tuchtatschow  | Russland  | 1:49,77    |                                                                   |
| 7     | Derek Mandell      | Guam      | 1:58,94    |                                                                   |
| DSQ   | Mohammad al-Azemi  | Kuwait    |            | IAAF Regel 163.2 – Behinderung                                    |

### Vorlauf 2

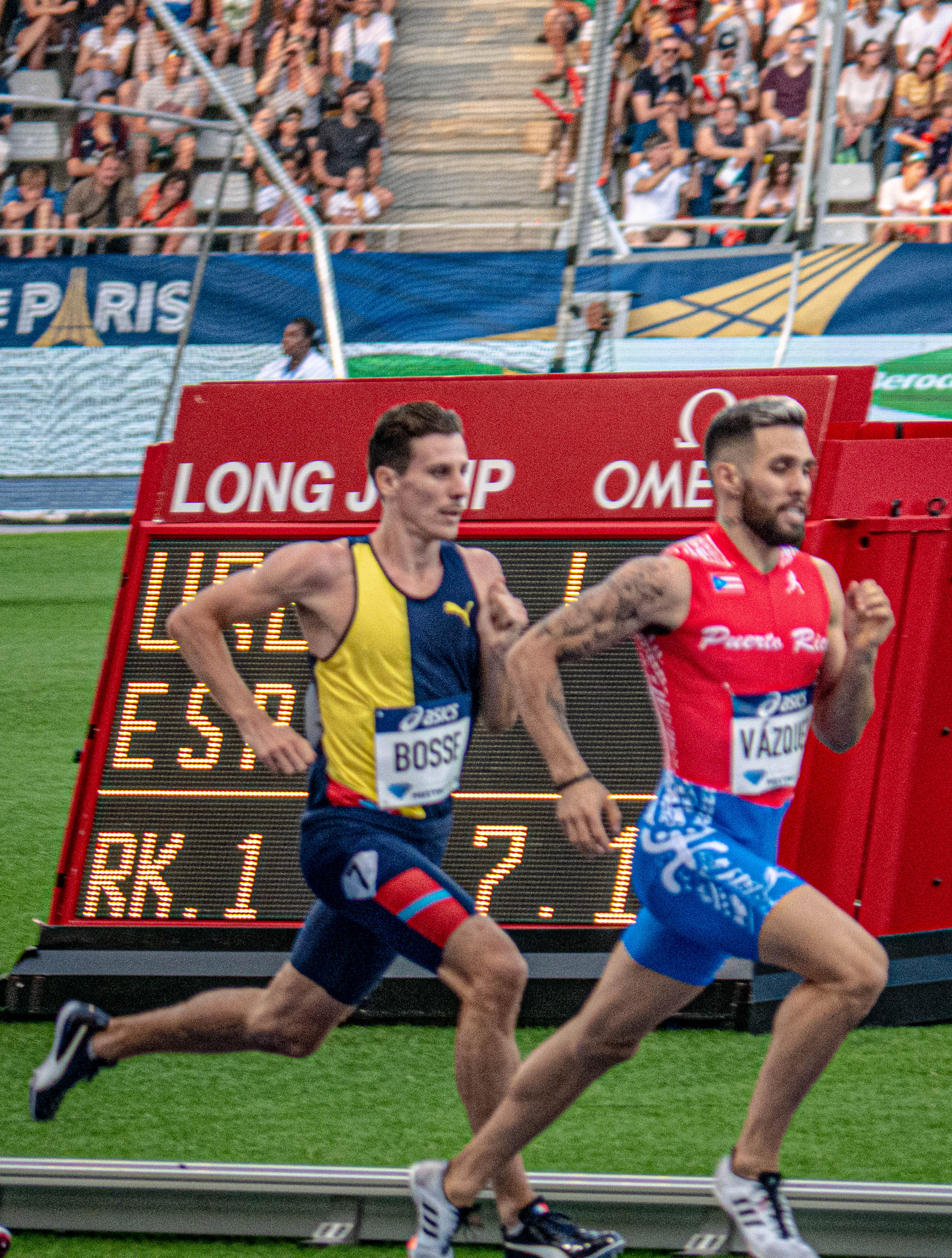
Wesley Vázquez (rechts) – ausgeschieden als Vierter des zweiten Vorlaufs
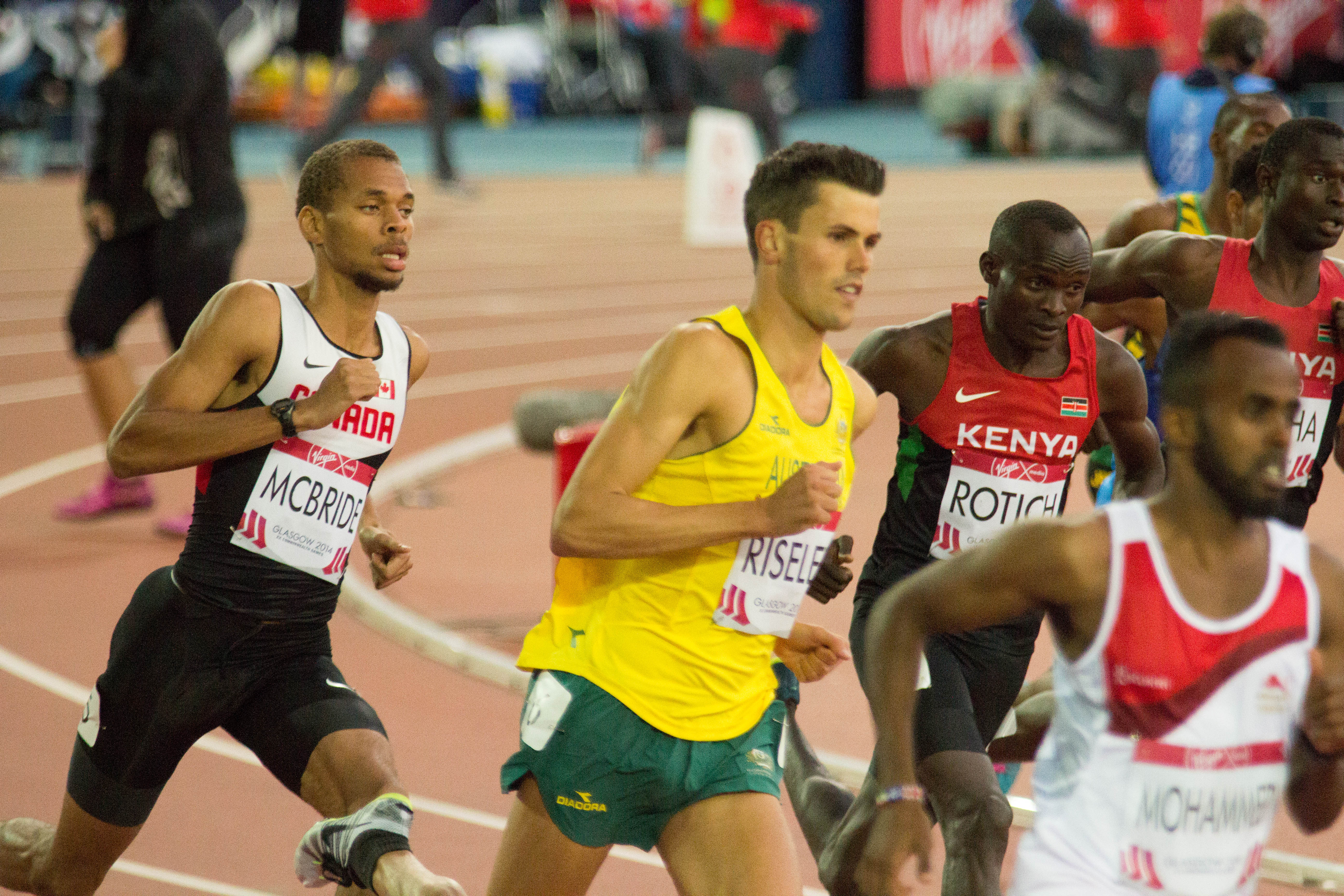
Jeffrey Riseley (gelbes Trikot) – ausgeschieden als Fünfter des zweiten Vorlaufs
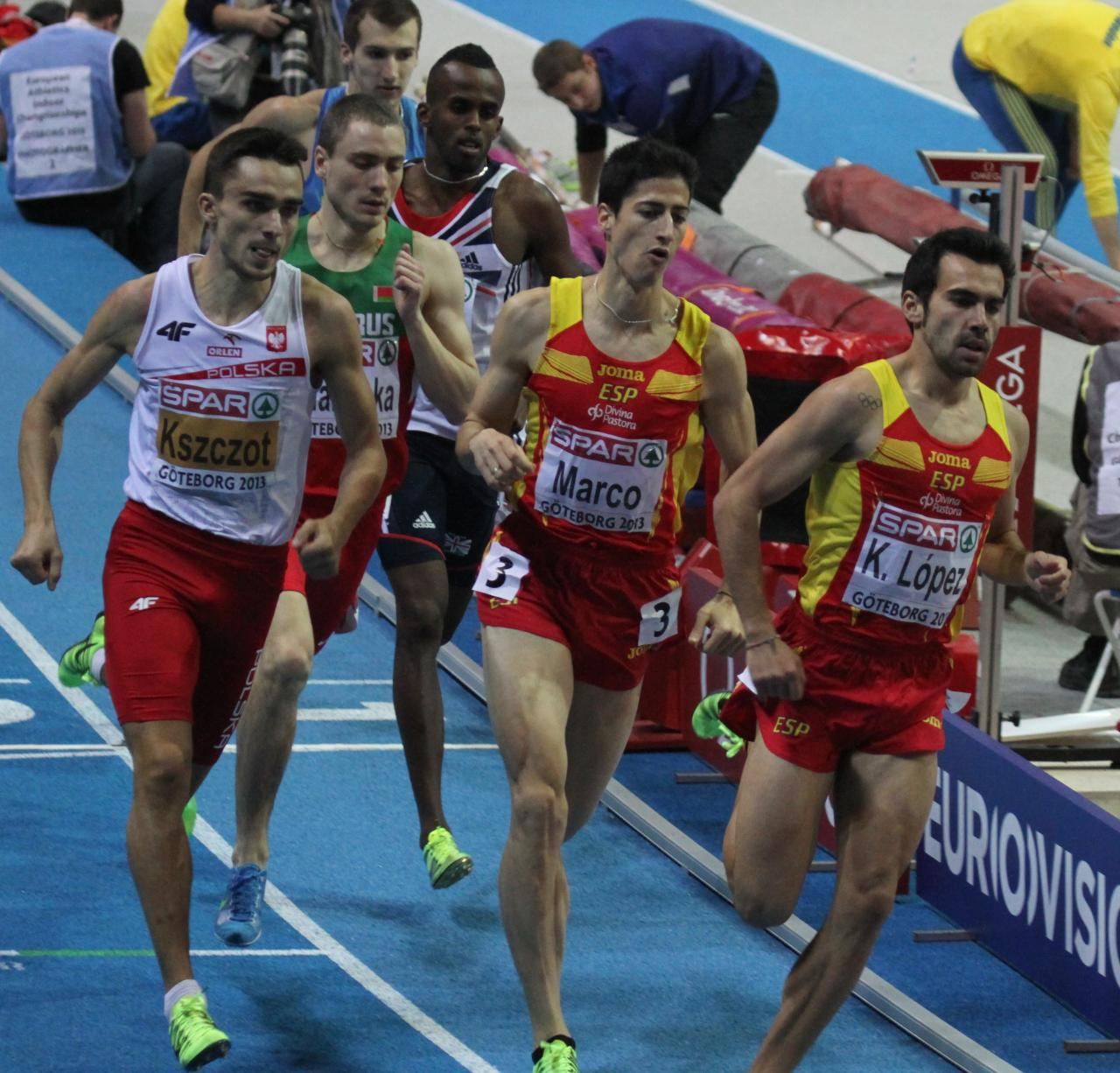
Anis Ananenka (grünes Trikot) – gedopt und disqualifiziert

6. August 2012, 10:58 Uhr
| Platz | Name                     | Nation         | Zeit (min) | Anmerkung |
| ----- | ------------------------ | -------------- | ---------- | --------- |
| 1     | David Lekuta Rudisha     | Kenia          | 1:45,90    |           |
| 2     | Musaeb Abdulrahman Balla | Katar          | 1:46,37    |           |
| 3     | Andrew Osagie            | Großbritannien | 1:46,42    |           |
| 4     | Wesley Vázquez           | Puerto Rico    | 1:46,45    |           |
| 5     | Jeffrey Riseley          | Australien     | 1:46,99    |           |
| 6     | Ismail Ahmed Ismail      | Sudan          | 1:48,79    |           |
| 7     | Kieng Samorn             | Kambodscha     | 1:55,26    |           |
| DOP   | Anis Ananenka            | Belarus        | 1:49,61    | [ 2 ]     |

### Vorlauf 3

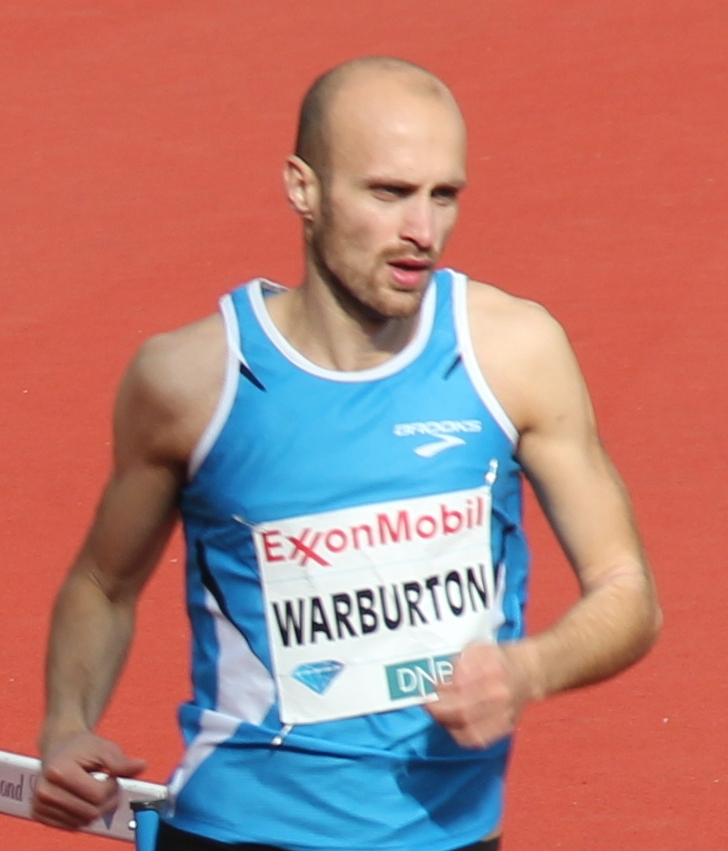
Gareth Warburton – ausgeschieden als Fünfter des dritten Vorlaufs
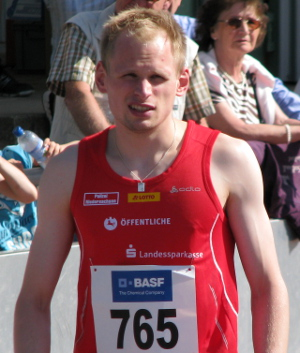
Sören Ludolph – ausgeschieden als Siebter des dritten Vorlaufs

6. August 2012, 11:06 Uhr
| Platz | Name                     | Nation         | Zeit (min) |
| ----- | ------------------------ | -------------- | ---------- |
| 1     | Abubaker Kaki            | Sudan          | 1:45,51    |
| 2     | Timothy Kitum            | Kenia          | 1:45,72    |
| 3     | Abdulaziz Ladan Mohammed | Saudi-Arabien  | 1:46,09    |
| 4     | Andy González            | Kuba           | 1:46,24    |
| 5     | Gareth Warburton         | Großbritannien | 1:46,97    |
| 6     | Tamás Kazi               | Ungarn         | 1:47,10    |
| 7     | Sören Ludolph            | Deutschland    | 1:48,57    |
| 8     | Arnold Sorina            | Vanuatu        | 1:54,29    |

### Vorlauf 4

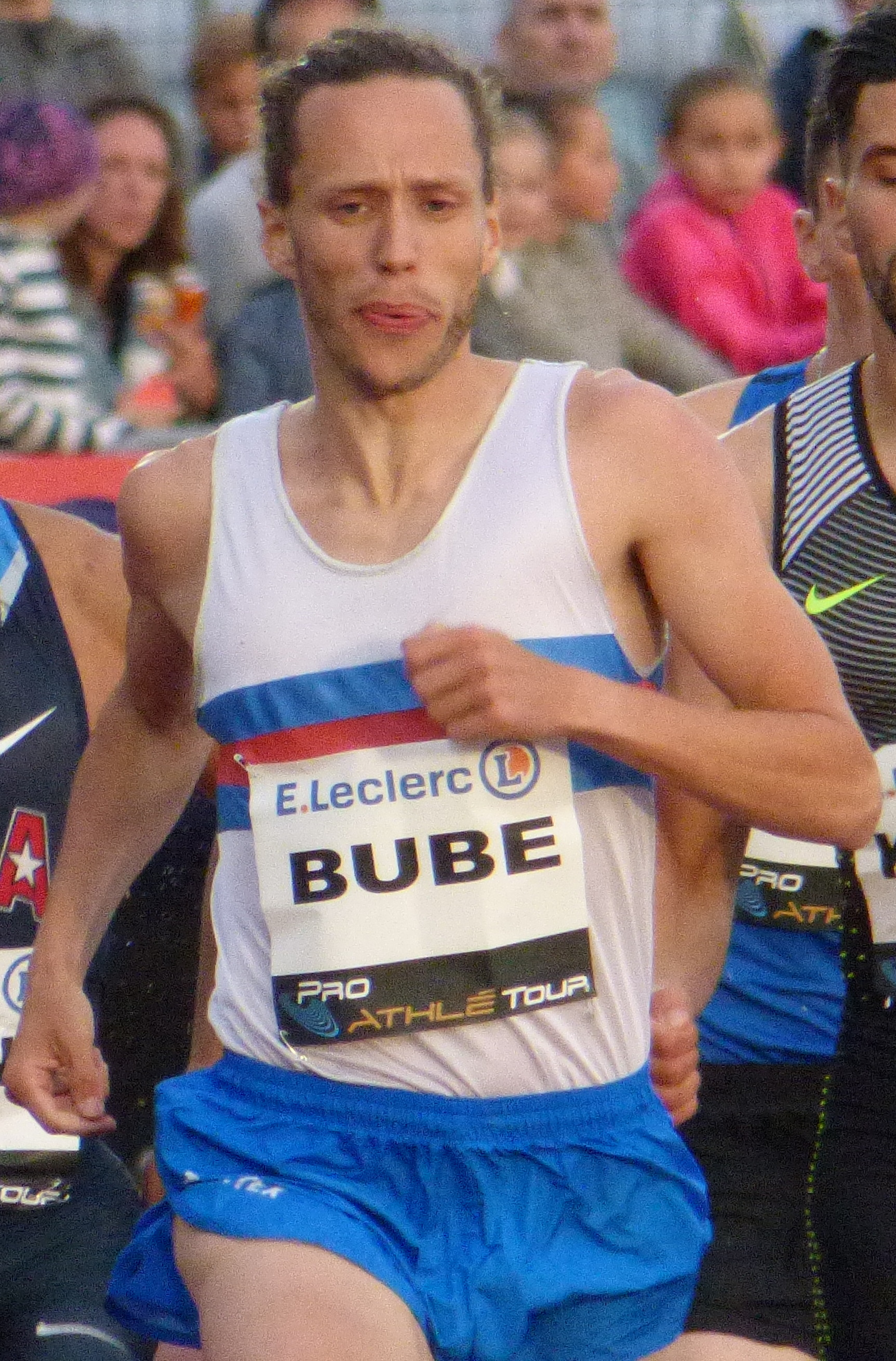
Andreas Bube – ausgeschieden als Sechster des vierten Vorlaufs

6. August 2012, 11:14 Uhr
| Platz | Name                  | Nation     | Zeit (min) | Anmerkung                          |
| ----- | --------------------- | ---------- | ---------- | ---------------------------------- |
| 1     | Nick Symmonds         | USA        | 1:45,91    |                                    |
| 2     | Geoff Harris          | Kanada     | 1:45,97    |                                    |
| 3     | Adam Kszczot          | Polen      | 1:45,99    |                                    |
| 4     | Pierre-Ambroise Bosse | Frankreich | 1:46,03    |                                    |
| 5     | Juri Borsakowski      | Russland   | 1:46,29    |                                    |
| 6     | Andreas Bube          | Dänemark   | 1:46,40    |                                    |
| 7     | Manuel António        | Angola     | 1:52,54    |                                    |
| DSQ   | Brice Etès            | Monaco     |            | IAAF Regel 163.3a – Bahnübertreten |

### Vorlauf 5

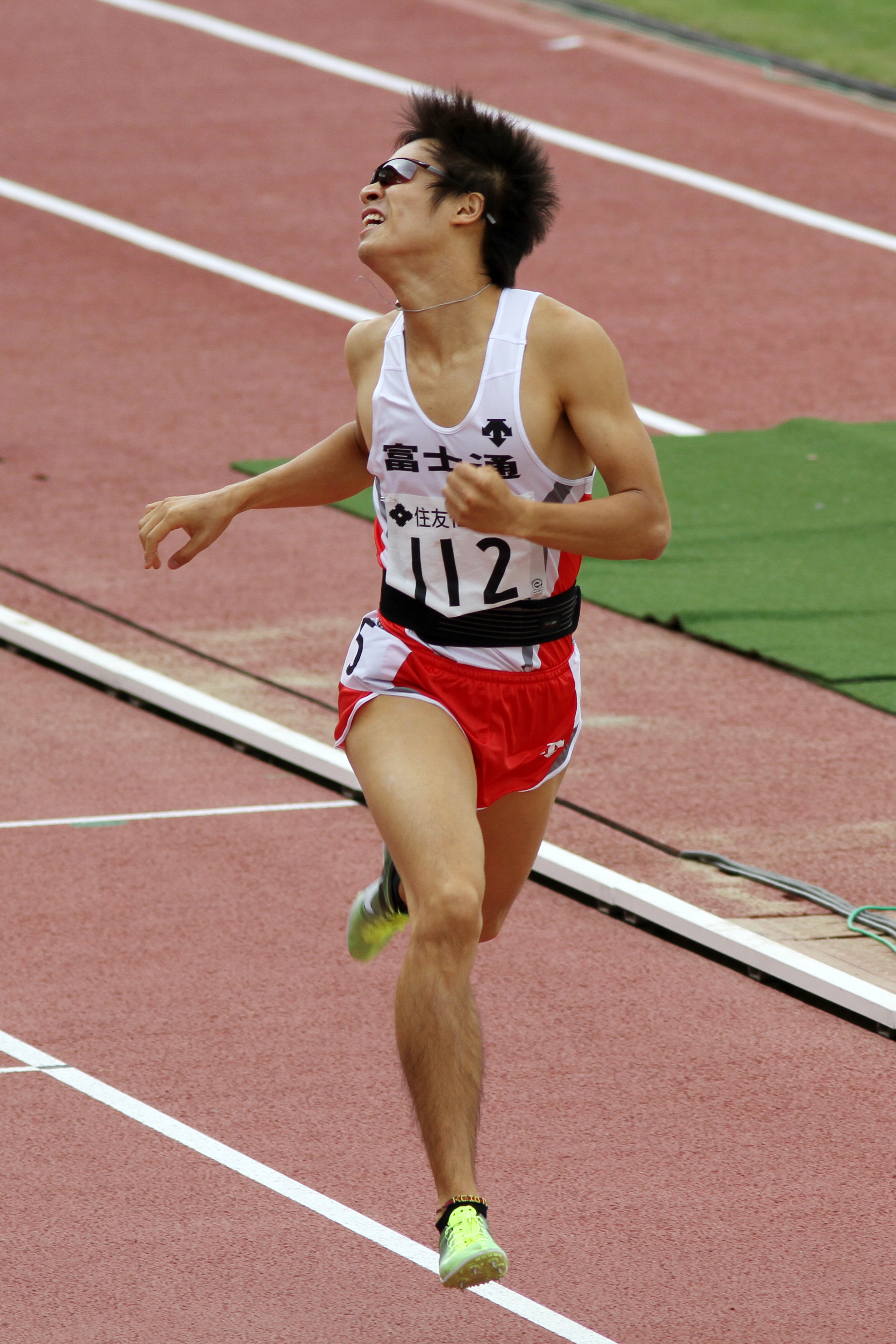
Masato Yokota – ausgeschieden als Vierter des fünften Vorlaufs
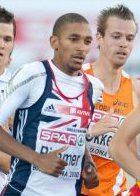
Michael Rimmer – ausgeschieden als Fünfter des fünften Vorlaufs
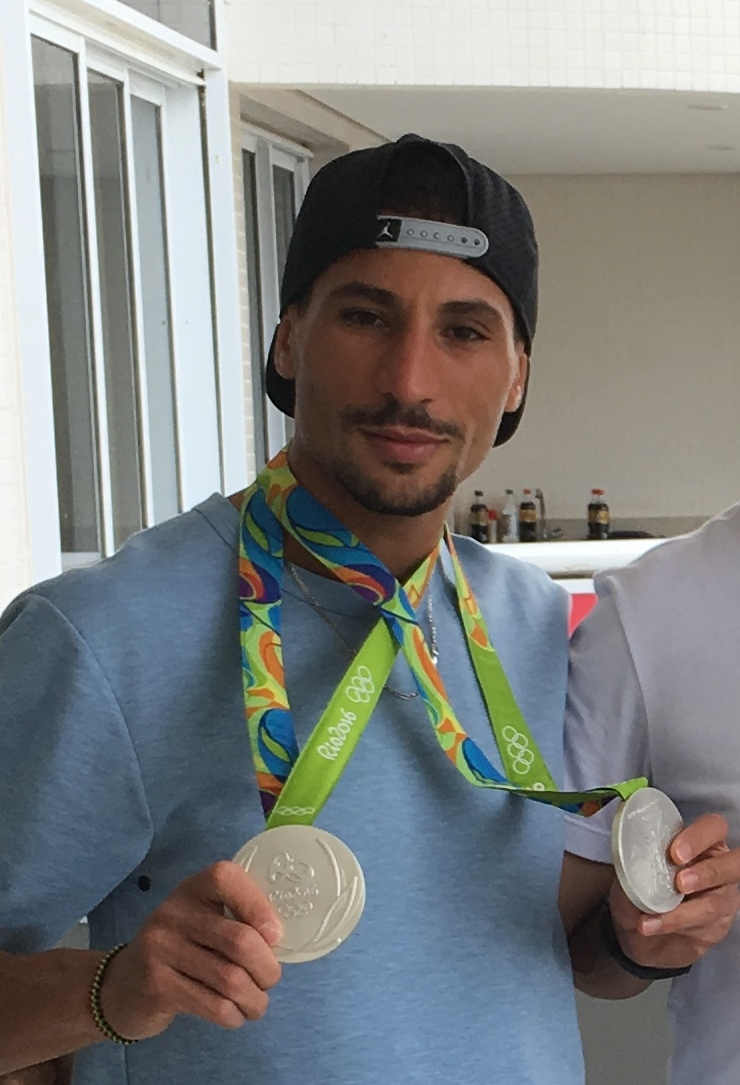
Taoufik Makhloufi – im fünften Vorlauf vorzeitig ausgeschieden

6. August 2012, 11:22 Uhr
| Platz | Name              | Nation         | Zeit (min) |
| ----- | ----------------- | -------------- | ---------- |
| 1     | Hamada Mohamed    | Ägypten        | 1:48,05    |
| 2     | Sajjad Moradi     | Iran           | 1:48,23    |
| 3     | Kevin López       | Spanien        | 1:48,27    |
| 4     | Masato Yokota     | Japan          | 1:48,48    |
| 5     | Michael Rimmer    | Großbritannien | 1:49,05    |
| 6     | Moussa Camara     | Mali           | 1:51,36    |
| 7     | Edgar Cortez      | Nicaragua      | 1:58,99    |
| DNF   | Taoufik Makhloufi | Algerien       |            |

### Vorlauf 6
6. August 2012, 11:30 Uhr
| Platz | Name                 | Nation      | Zeit (min) |
| ----- | -------------------- | ----------- | ---------- |
| 1     | Mohammed Aman        | Ägypten     | 1:47,34    |
| 2     | Antony Chemut        | Kenia       | 1:47,42    |
| 3     | Antonio Manuel Reina | Spanien     | 1:47,44    |
| 4     | Rafith Rodríguez     | Kolumbien   | 1:47,70    |
| 5     | Adnan Taess Akkar    | Irak        | 1:47,83    |
| 6     | Amine El Manaoui     | Marokko     | 1:48,48    |
| 7     | Prince Moses Mumba   | Sambia      | 1:49,07    |
| 8     | Yerzhan Askarov      | Kirgisistan | 1:59,56    |

### Vorlauf 7

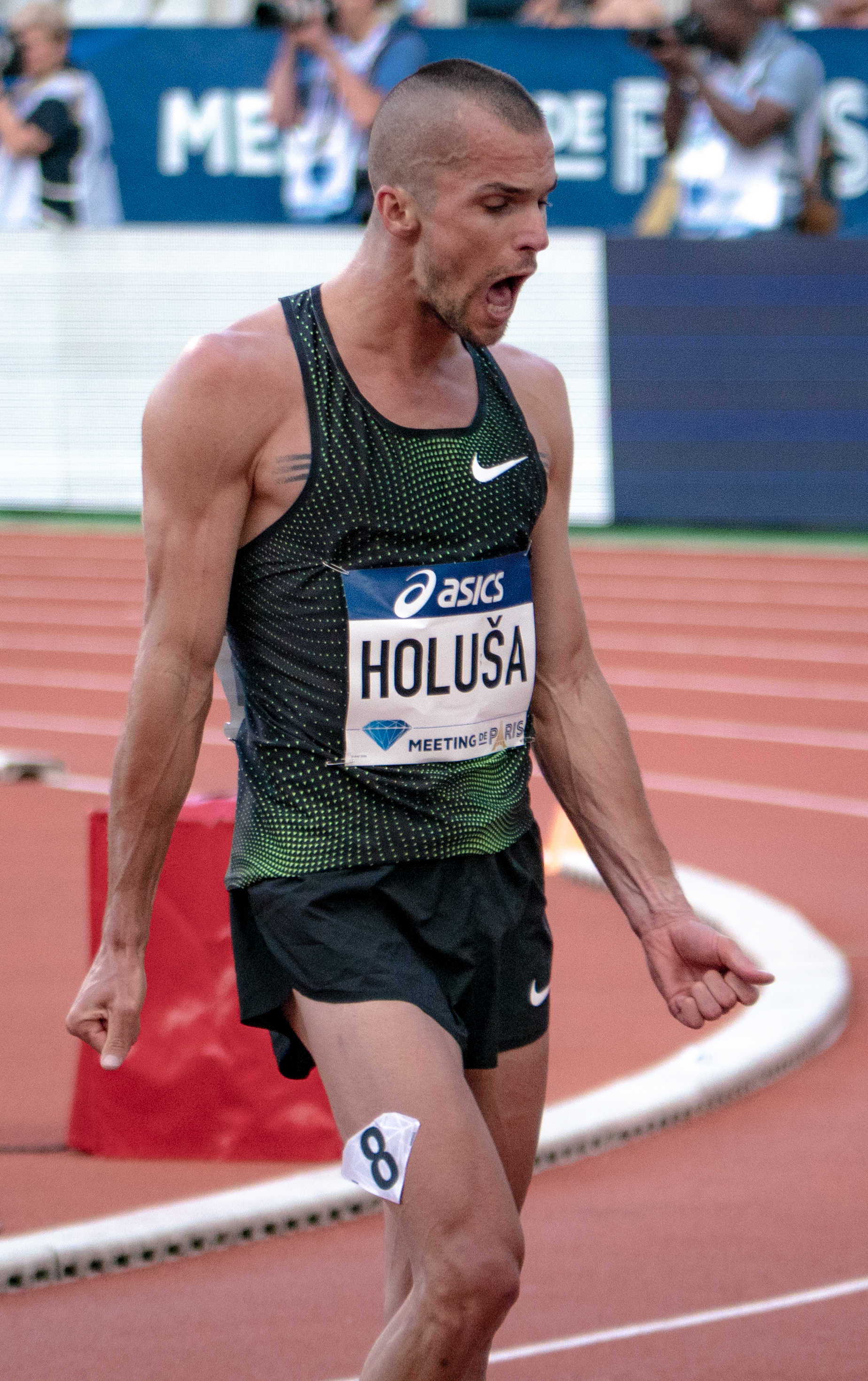
Jakub Holuša – ausgeschieden als Vierter des siebten Vorlaufs

6. August 2012, 11:38 Uhr
| Platz | Name              | Nation           | Zeit (min) |
| ----- | ----------------- | ---------------- | ---------- |
| 1     | Duane Solomon     | USA              | 1:46,05    |
| 2     | Robert Lathouwers | Niederlande      | 1:46,06    |
| 3     | André Olivier     | Südafrika        | 1:46,42    |
| 4     | Jakub Holuša      | Tschechien       | 1:46,87    |
| 5     | Julius Mutekanga  | Uganda           | 1:48,41    |
| 6     | Moise Joseph      | Haiti            | 1:48,46    |
| 7     | Benjamín Enzema   | Äquatorialguinea | 1:57,47    |
| DNS   | Kléberson Davide  | Brasilien        |            |

## Halbfinale
Es wurden drei Halbfinalläufe durchgeführt. Für das Finale qualifizierten sich pro Lauf die ersten zwei Athleten (hellblau unterlegt). Darüber hinaus kamen die zwei Zeitschnellsten, die sogenannten Lucky Loser (hellgrün unterlegt), weiter.
Mohammed Aman aus Äthiopien erreichte in Lauf drei mit 1:44,34 min die schnellste Halbfinalzeit. Um das Finale zu erreichen, musste eine Zeit unter 1:45 Minuten gelaufen werden. Die langsamste dazu ausreichende Zeit waren 1:44,93 min des US-Amerikaners Duane Solomon in Lauf drei.

### Lauf 1

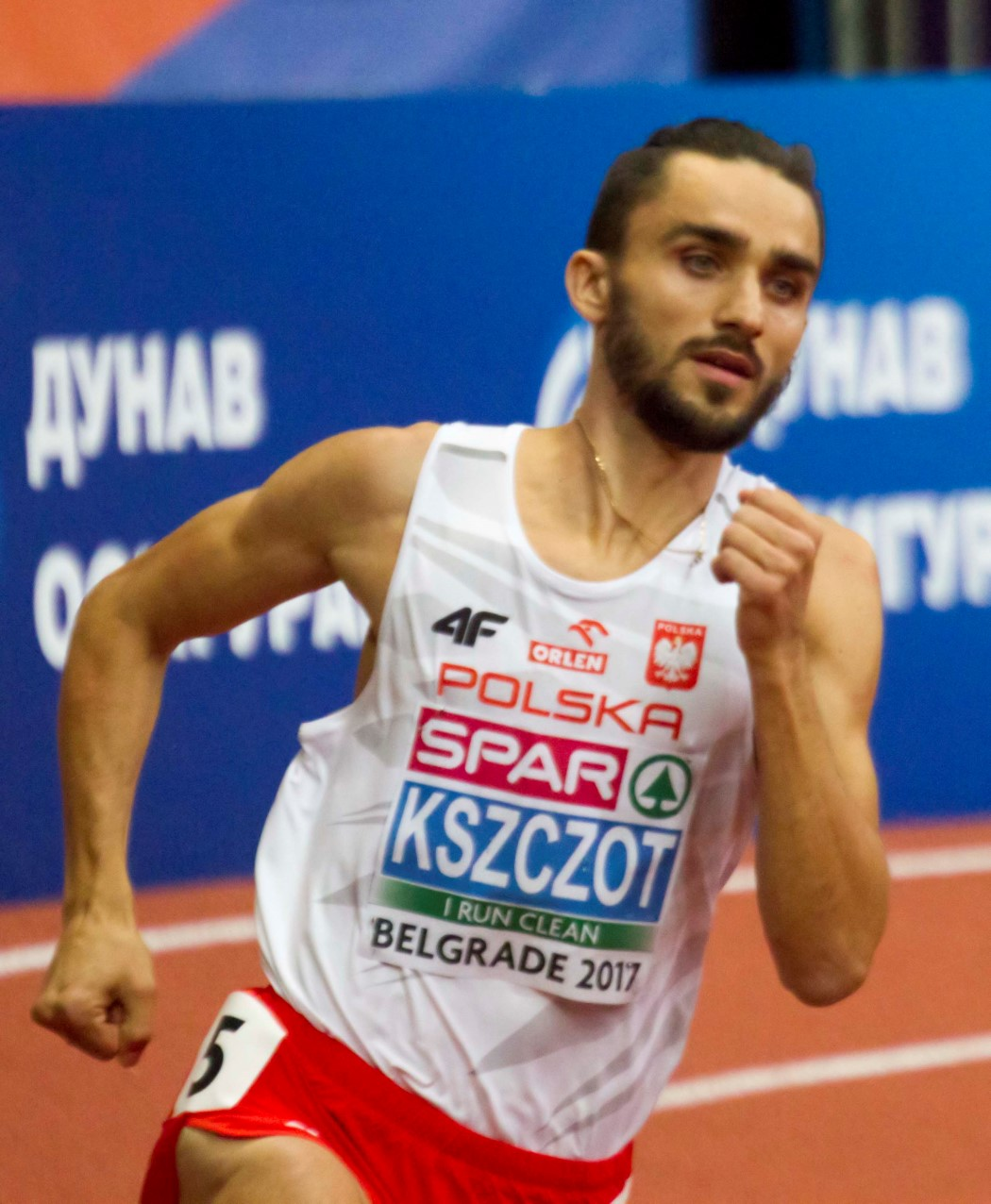
Adam Kszczot – ausgeschieden als Dritter des ersten Halbfinals
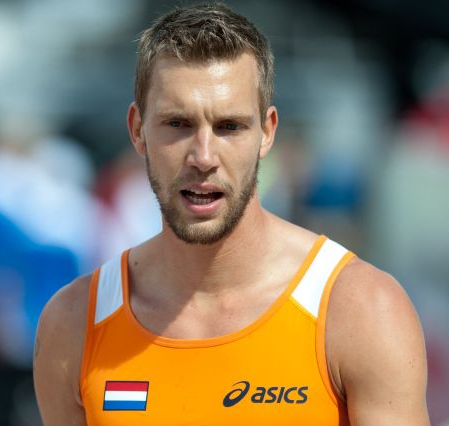
Robert Lathouwers – ausgeschieden als Fünfter des ersten Halbfinals

7. August 2012, 19:55 Uhr
| Platz | Name               | Nation      | Zeit (min) | Anmerkung                          |
| ----- | ------------------ | ----------- | ---------- | ---------------------------------- |
| 1     | Abubaker Kaki      | Sudan       | 1:44,51    |                                    |
| 2     | Nijel Amos         | Botswana    | 1:44,54    |                                    |
| 3     | Adam Kszczot       | Polen       | 1:45,34    |                                    |
| 4     | Antony Chemut      | Kenia       | 1:45,63    |                                    |
| 5     | Robert Lathouwers  | Niederlande | 1:45,85    |                                    |
| 6     | Luis Alberto Marco | Spanien     | 1:46,19    |                                    |
| 7     | Fabiano Pecanha    | Brasilien   | 1:46,29    |                                    |
| DSQ   | Sajjad Moradi      | Iran        |            | IAAF Regel 163.3a – Bahnübertreten |

### Lauf 2
7. August 2012, 20:04 Uhr
| Platz | Name                     | Nation         | Zeit (min) |
| ----- | ------------------------ | -------------- | ---------- |
| 1     | David Lekuta Rudisha     | Kenia          | 1:44,35    |
| 2     | Andrew Osagie            | Großbritannien | 1:44,74    |
| 3     | Nick Symmonds            | USA            | 1:44,87    |
| 4     | Marcin Lewandowski       | Polen          | 1:45,08    |
| 5     | Juri Borsakowski         | Russland       | 1:45,09    |
| 6     | Kevin López              | Spanien        | 1:46,66    |
| 7     | Musaeb Abdulrahman Balla | Katar          | 1:47,52    |
| 8     | Hamada Mohamed           | Ägypten        | 1:48,18    |
| 9     | Andy González            | Kuba           | 1:53,46    |

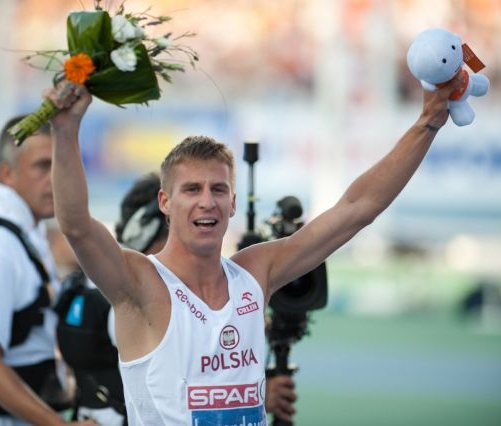
Marcin Lewandowski – ausgeschieden als Vierter des zweiten Halbfinals

Weitere im zweiten Halbfinale ausgeschiedene Läufer:

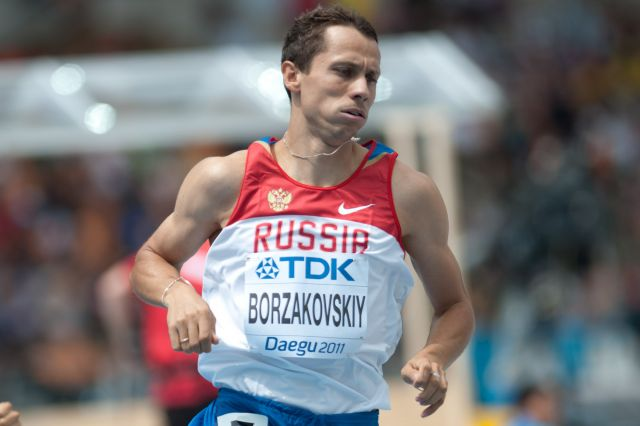
Juri Borsakowski – Rang fünf
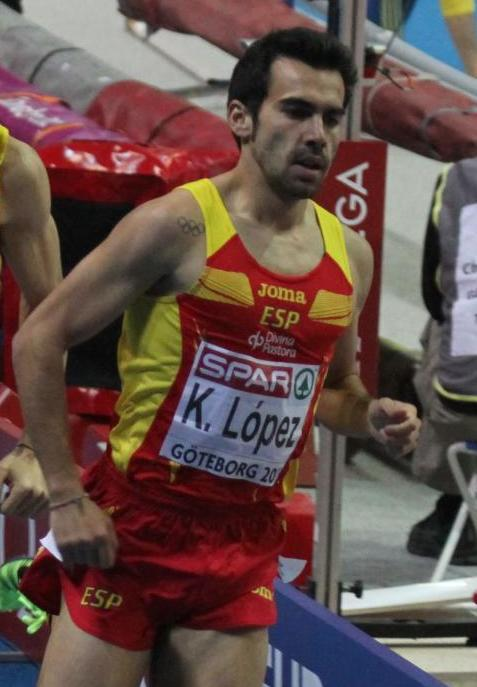
Kevin López – Rang sechs
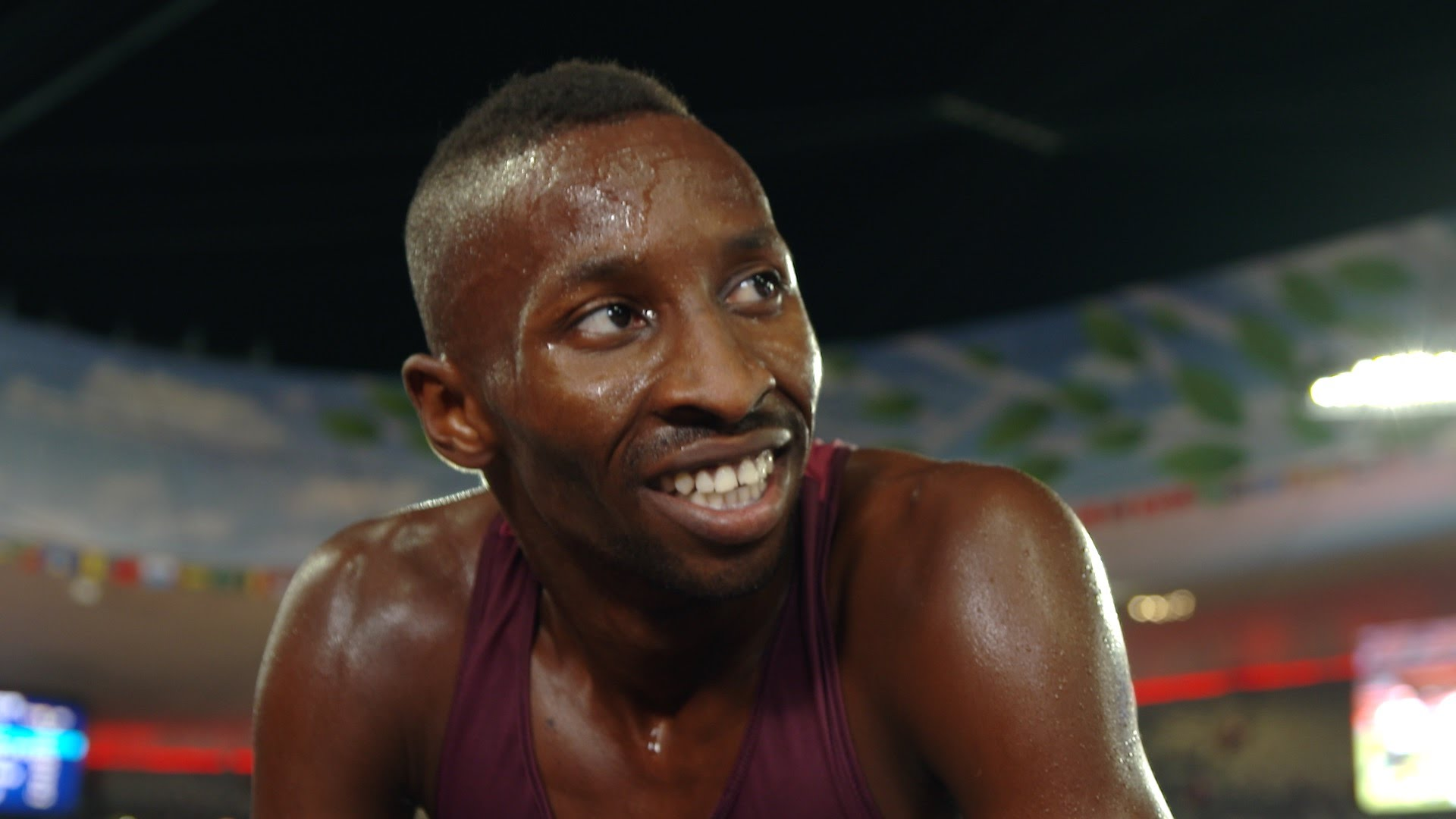
Musaeb Abdulrahman Balla – Rang sieben

### Lauf 3

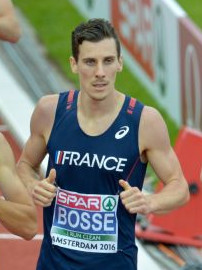
Pierre-Ambroise Bosse – ausgeschieden als Vierter des dritten Halbfinals
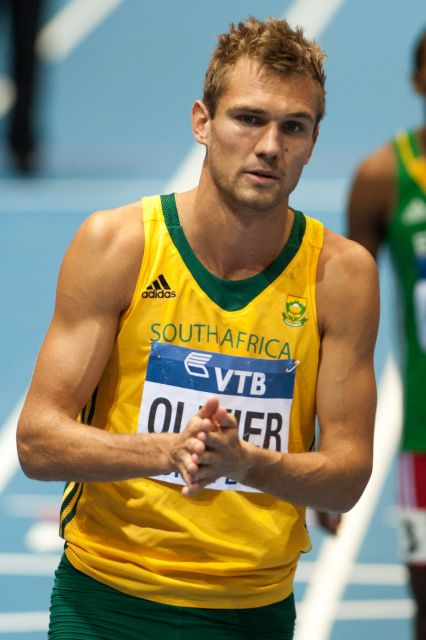
André Olivier – ausgeschieden als Fünfter des dritten Halbfinals

7. August 2012, 20:13 Uhr
| Platz | Name                     | Nation        | Zeit (min) |
| ----- | ------------------------ | ------------- | ---------- |
| 1     | Mohammed Aman            | Äthiopien     | 1:44,34    |
| 2     | Timothy Kitum            | Kenia         | 1:44,63    |
| 3     | Duane Solomon            | USA           | 1:44,93    |
| 4     | Pierre-Ambroise Bosse    | Frankreich    | 1:45,10    |
| 5     | André Olivier            | Südafrika     | 1:45,44    |
| 6     | Antonio Manuel Reina     | Spanien       | 1:45,84    |
| 7     | Geoff Harris             | Kanada        | 1:46,14    |
| 8     | Abdulaziz Ladan Mohammed | Saudi-Arabien | 1:48,98    |

## Finale
9. August 2012, 20:00 Uhr
| Platz | Name                 | Nation         | Zeit (min) | Anmerkung |
| ----- | -------------------- | -------------- | ---------- | --------- |
| 1     | David Lekuta Rudisha | Kenia          | 1:40,91    | WR        |
| 2     | Nijel Amos           | Botswana       | 1:41,73    | NR/JWR    |
| 3     | Timothy Kitum        | Kenia          | 1:42,53    |           |
| 4     | Duane Solomon        | USA            | 1:42,82    |           |
| 5     | Nick Symmonds        | USA            | 1,42,95    |           |
| 6     | Mohammed Aman        | Äthiopien      | 1,43,20    | NR        |
| 7     | Abubaker Kaki        | Sudan          | 1:43,32    |           |
| 8     | Andrew Osagie        | Großbritannien | 1:43,77    |           |

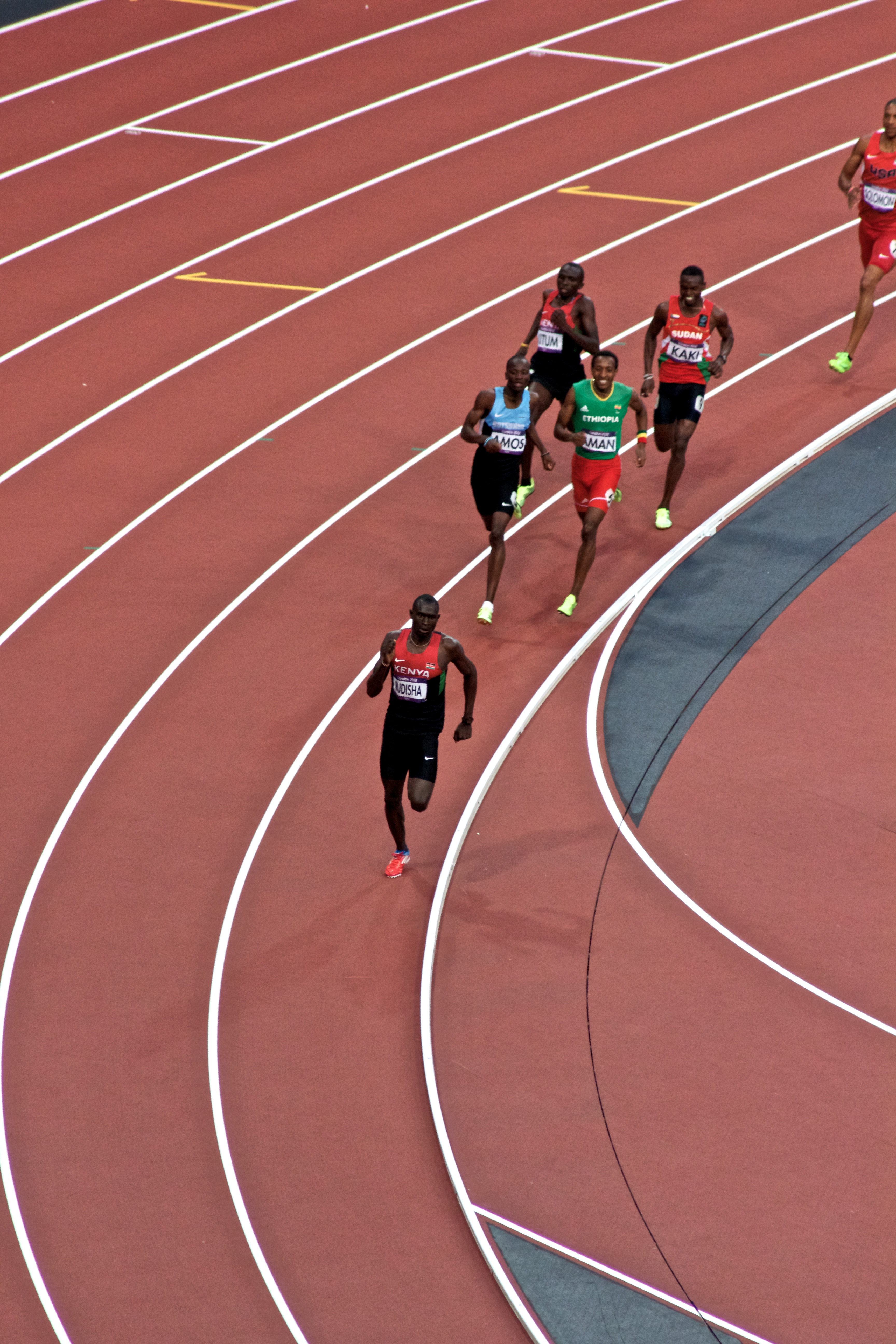
Szene aus dem Finale:
vorne David Rudisha, dahinter Nijel Amos, Mohammed Aman, Abubaker Kaki und Timothy Kitum, rechts am Bildrand Duane Solomon

Im Finale liefen zwei Kenianer und zwei US-Amerikaner gegen je einen Teilnehmer aus Äthiopien, Botswana, Großbritannien und dem Sudan.
Mit seinem Weltrekord war der Sieger David Rudisha der erste Athlet, der die 800 Meter unter 1:41 Minuten lief. Er übernahm von Beginn an die Spitze, führte nach Streckenhälfte mit großem Vorsprung und zog auch in der zweiten Runde sein hohes Tempo durch. Ungefährdet und überlegen wurde er Olympiasieger.
Mit der Silbermedaille gewann der amtierende Juniorenweltmeister Nijel Amos die erste olympische Medaille für Botswana. Dabei verbesserte er nicht nur den botswanischen Landesrekord, er stellte zugleich auch einen neuen Juniorenweltrekord auf.
Das Rennen war das bisher schnellste Olympiafinale. Erstmals liefen alle Finalteilnehmer Zeiten unter 1:44 Minuten. Zudem stellten sieben der acht Läufer persönliche Bestleistungen auf. Alle Finalisten hätten mit den hier erzielten Zeiten 2008 in Peking die Goldmedaille gewonnen.

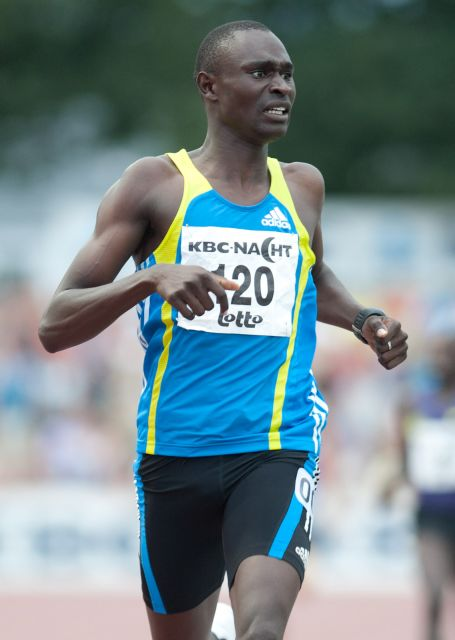
Olympiasieger David Lekuta Rudisha
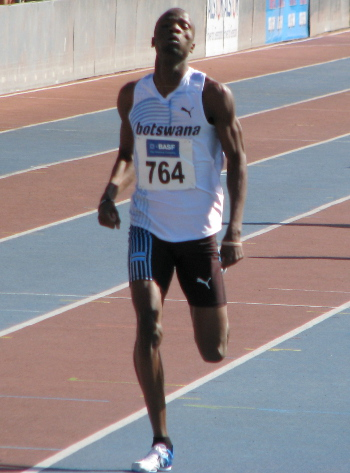
Silbermedaille: Nijel Amos
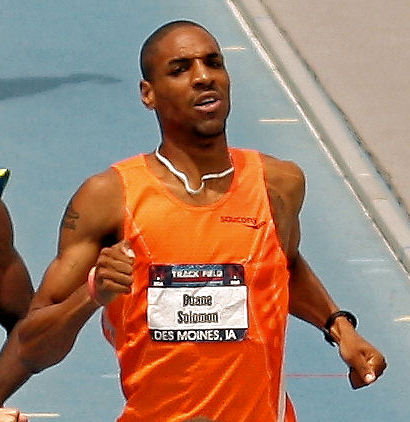
Duane Solomon wurde Olympiavierter

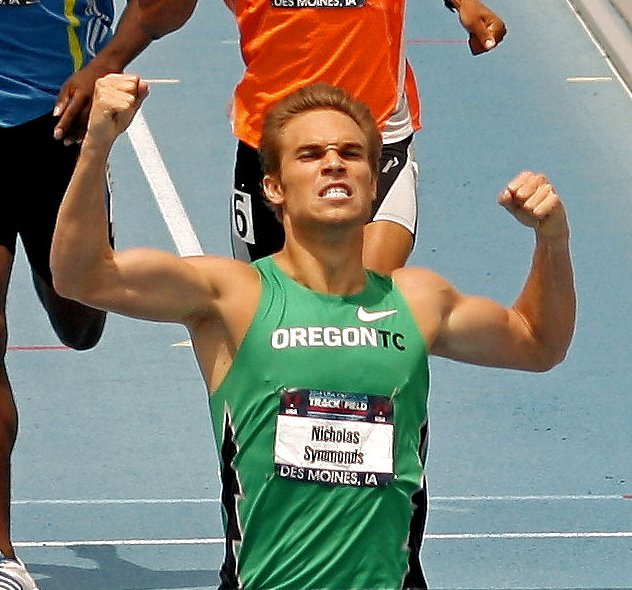
Nick Symmonds belegte Rang fünf
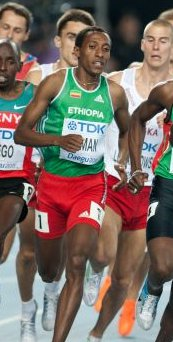
Mohammed Aman erreichte Platz sechs
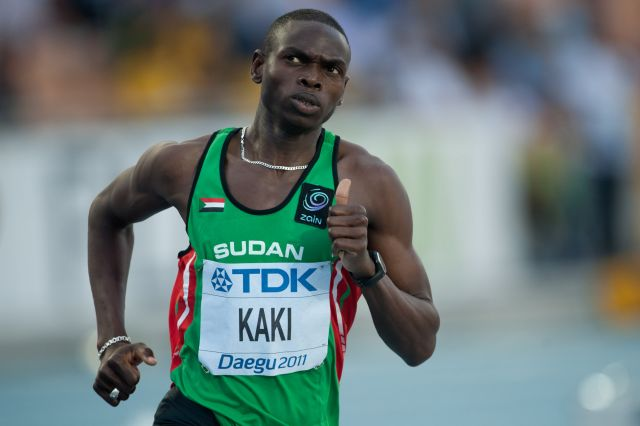
Rang sieben für Abubaker Kaki

## Videolinks
- Men’s 800m Round 1 Replay - Amos, Rudisha, Kitum - London 2012 Olympics, youtube.com, abgerufen am 16. April 2022
- Rudisha, Aman & Kaki Win 800m Semi-Finals - London 2012 Olympics, youtube.com, abgerufen am 16. April 2022
- Rudisha Breaks World Record - Men’s 800m Final, London 2012 Olympics, youtube.com, abgerufen am 16. April 2022